# 탁애경
탁애경(1998년 ~)은 대한민국의 트로트 가수다. 2019년 미니 앨범 [찍었어]로 데뷔했다.

## 방송
- 아침마당 (2020)
- 헬로트로트 (2021) - Top60(46위)

## 음반
- 찍었어 (2019)